# 中部方面混成団
中部方面混成団（ちゅうぶほうめんこんせいだん、JGSDF Middle Army Combined Brigade）は、滋賀県大津市の大津駐屯地に団本部が駐屯する陸上自衛隊中部方面隊直轄の混成団のひとつである。

## 概要
大津駐屯地に団本部、第4陸曹教育隊、第109教育大隊を、豊川駐屯地に第49普通科連隊を、海田市駐屯地に第47普通科連隊を、善通寺駐屯地に第47普通科連隊第1普通科中隊を、松山駐屯地に第110教育大隊を配置している。混成団長は1等陸佐（一）が充てられ、大津駐屯地司令を兼務している。
新隊員および陸曹候補生の共通教育を担任していた第2教育団を母体として、第13旅団隷下のコア部隊であった第47普通科連隊を隷下に編合し、編成完結した。後に第10師団隷下の第49普通科連隊（コア部隊）も編合し、これにより平時の基幹教育を一括し、有事発生時には第3師団、第10師団、第13旅団、第14旅団の常備自衛官のみによる部隊で即応体制をとることができ、多様化する任務に対しより効率的な対応を取ることが出来るようになった。

## 沿革
- 2008年（平成20年）3月26日：中部方面混成団が大津駐屯地において編成完結。
- 2013年（平成25年）4月1日：第4陸曹教育隊共通教育中隊が生徒陸曹候補生課程の教育担任となる[注釈 1]。
- 2014年（平成26年）3月26日：第49普通科連隊（豊川駐屯地）を隷下に編合。
- 2018年（平成30年）2月8日：第110教育大隊が善通寺駐屯地から松山駐屯地へ移駐[2]。
- 2020年（令和02年）3月26日：「陸上自衛隊の部隊の組織及び編成に関する訓令[3]」の改正[4]に伴い、総務科を第1科、訓練科を第3科、管理科を第4科へそれぞれ改編するとともに第2科を新編。

## 編成・駐屯地
編成
- 中部方面混成団本部
  - 第1科
  - 第2科
  - 第3科
  - 第4科「中混団-本」
- 第47普通科連隊（4個普通科中隊基幹）
- 第49普通科連隊（5個普通科中隊基幹）
- 第4陸曹教育隊（陸曹候補生課程・生徒陸曹候補生課程および初級陸曹特技（普通科・基礎英語）課程、陸曹上級課程を担当）
  - 第4陸曹教育隊本部「4曹教-本」
  - 共通通教育中隊「4曹教-共」
  - 普通科教育中隊「4曹教-普」
  - 上級陸曹教育中隊「4曹教-上」
- 第109教育大隊
  - 第109教育大隊本部「109教大-本」
  - 第314共通教育中隊「314共」
  - 第315共通教育中隊「315共」
  - 第316共通教育中隊「316共」
- 第110教育大隊
  - 第110教育大隊本部「110教大-本」
  - 第317共通教育中隊「317共」
  - 第332共通教育中隊「332共」
  - 第333共通教育中隊「333共」

駐屯地
- 大津駐屯地（滋賀県大津市）
  - 混成団本部
  - 第109教育大隊
  - 第4陸曹教育隊
- 豊川駐屯地（愛知県豊川市）
  - 第49普通科連隊
- 海田市駐屯地（広島県安芸郡海田町）
  - 第47普通科連隊（第1普通科中隊を除く）
- 善通寺駐屯地（香川県善通寺市）
  - 第47普通科連隊第1普通科中隊
- 松山駐屯地（愛媛県松山市）
  - 第110教育大隊

## 主要幹部
| 官職名                             | 階級    | 氏名     | 補職発令日     | 前職                                 |
| ---------------------------------- | ------- | -------- | -------------- | ------------------------------------ |
| 中部方面混成団長 兼 大津駐屯地司令 | 1等陸佐 | 野口紀幸 | 2025年08月01日 | 陸上自衛隊補給統制本部総務部長       |
| 副団長                             | 1等陸佐 | 伊藤博幸 | 2024年03月18日 | 陸上自衛隊補給統制本部総務部総務課長 |

| 代 | 氏名     | 在職期間                        | 出身校・期 | 前職                                      | 後職               |
| -- | -------- | ------------------------------- | ---------- | ----------------------------------------- | ------------------ |
| 01 | 上野恵   | 2008年03月26日 - 2008年12月01日 | 防大19期   | 第2教育団長 兼 大津駐屯地司令             | 退職（陸将補昇任） |
| 02 | 濵﨑哲郎 | 2008年12月01日 - 2010年12月01日 | 防大21期   | 第5旅団副旅団長                           | 退職（陸将補昇任） |
| 03 | 古河克樹 | 2010年12月01日 - 2012年12月04日 | 防大23期   | 自衛隊情報保全隊情報保全官                | 退職（陸将補昇任） |
| 04 | 武政賢一 | 2012年12月04日 - 2015年04月01日 | 防大26期   | 情報本部計画部長                          | 退職（陸将補昇任） |
| 05 | 深田尚則 | 2015年04月01日 - 2016年07月31日 | 防大27期   | 陸上自衛隊関東補給処古河支処長            | 防衛大学校教授     |
| 06 | 佐藤正典 | 2016年08月01日 - 2017年08月01日 | 防大29期   | 中部方面混成団副団長                      | 退職（陸将補昇任） |
| 07 | 國友昭   | 2017年08月01日 - 2018年11月30日 | 防大29期   | 第14旅団副旅団長 兼 善通寺駐屯地司令      | 退職（陸将補昇任） |
| 08 | 芝伸彦   | 2018年12月01日 - 2021年11月30日 | 防大31期   | 陸上自衛隊教育訓練研究本部 主任研究開発官 | 退職（陸将補昇任） |
| 09 | 青井常治 | 2021年12月01日 - 2023年03月12日 | 防大33期   | 西部方面総監部総務部長                    | 退職（陸将補昇任） |
| 10 | 野崎英二 | 2023年03月13日 - 2025年07月31日 | 防大34期   | 統合幕僚監部首席法務官                    |                    |
| 11 | 野口紀幸 | 2025年08月01日 -                | 防大39期   | 陸上自衛隊補給統制本部総務部長            |                    |